# Lexington Queen
Das NewLex ist eine Diskothek  im Tokioter Vergnügungsviertel Roppongi.

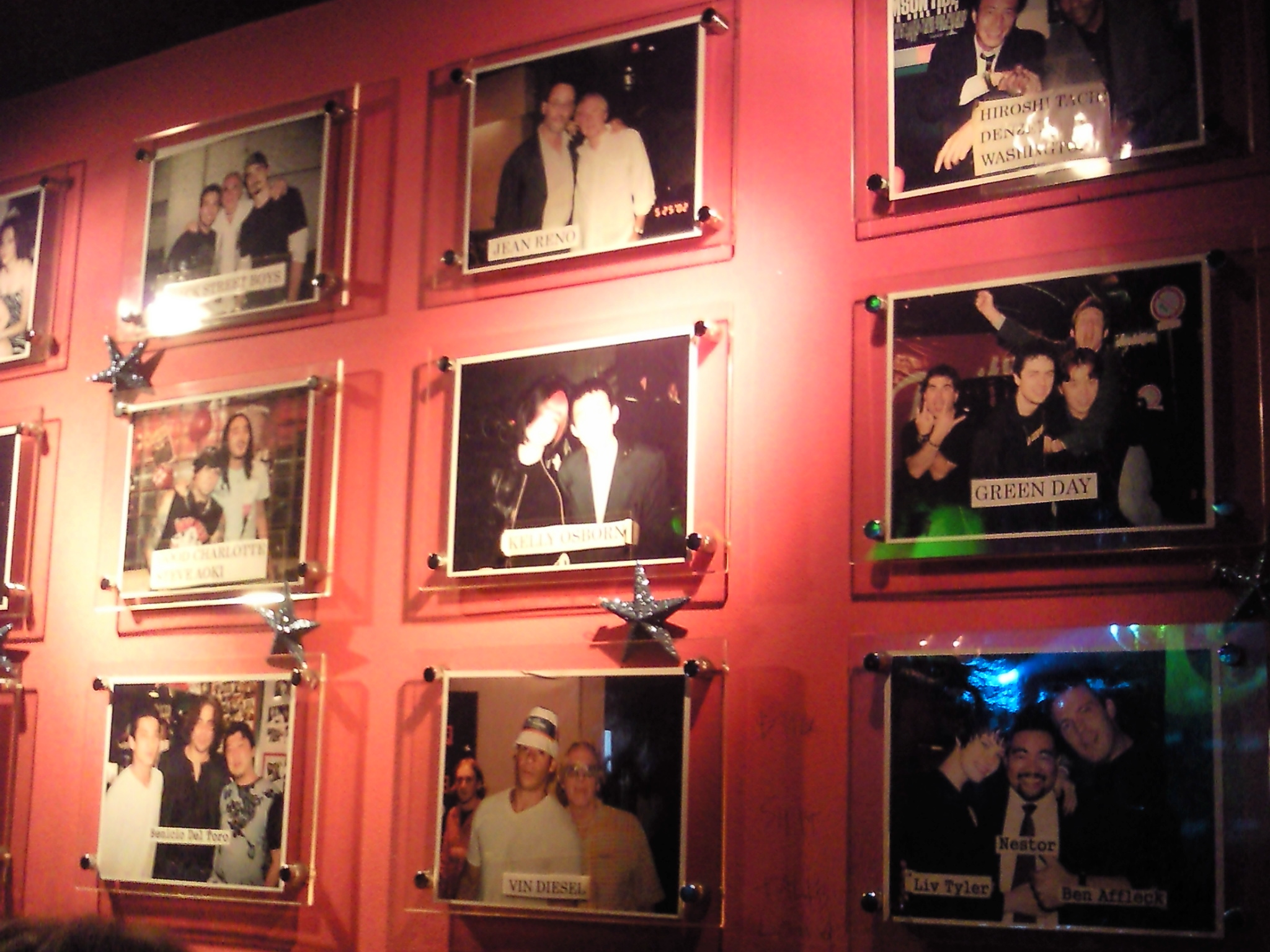
Fotos an den Wänden des Lex zeigen prominente Besucher, hier u. a.: Backstreet Boys, Jean Reno, Denzel Washington, Kelly Osbourne, Green Day, Benicio Del Toro, Vin Diesel, Liv Tyler und Ben Affleck

Der Club wurde 1980 unter dem Namen Lexington Queen gegründet und nach einer Renovierungsphase 2007 neu zunächst unter dem Namen „Edo NewLex“ wiedereröffnet, wobei jedoch nach ein paar Monaten das „Edo“ aus dem Namen entfernt wurde und der Veranstaltungsort offiziell seitdem „NewLex“ heißt. Umgangssprachlich wird der Club kurz „Lex“ genannt.
Das Lex ist praktisch seit seiner Gründung ein populärer Treff für japanische und nicht-japanische Models (für die bei Vorlage der Sedcard der Eintritt frei ist). In den boomenden 1980er Jahren scoutete die Modelagentur-Inhaberin Motoko Inagawa Models für die erste Welle von ausländischen Models in der japanischen Werbung unter anderem, indem sie beim Tanzen vom erhöhten Podium in der Menge herumschaute und dann geeignet erscheinende Personen einfach ansprach.
Das Lex ist auch wegen seiner großen Zahl von prominenten Besuchern insbesondere aus der Film- und Musikindustrie berühmt. Vor allem den Kontakten des Geschäftsführers Bill Hersey, eines US-Amerikaners, ist es zu verdanken, dass Weltstars, die beruflich Tokio besuchen, oft nachts im Lex vorbeischauen. So hat Paris Hilton ihren Geburtstag im Februar 2009 im Lex gefeiert. Den Promi-Besuch dokumentieren viele Fotos an den Wänden des Clubs, die bis zu den Jahren der Gründung in den frühen 1980er Jahren zurückreichen, darunter Bilder beispielsweise vom Besuch von Queen oder auch Udo Lindenberg. Bereits im Gründungsjahr 1980 verewigte Ryuichi Sakamoto die Disko mit einem Song namens „Lexington Queen“ auf der B-Seite seiner allerersten Single.
Das Lex liegt im Kellergeschoss eines Gebäudes mit mehreren anderen Restaurants und einem Hostess-Club und ist vergleichsweise klein. Fast die Hälfte des Clubs wird vom VIP-Sitzbereich eingenommen, der frei zugängliche Bereich besteht fast vollständig aus der Tanzfläche und der Fläche vor der Bar und den Gepäckfächern, so dass Disko-Besucher praktisch die ganze Zeit stehen müssen. Viele schreiben diesem Umstand den besonderen Reiz des Lex zu.
Das Lex wird auch von zahlreichen „normalen“ Japanern besucht, die dort gerne ihren Geburtstag feiern, wobei sie namentlich von Bill Hersey über das DJ-Mikrofon beglückwünscht werden. Auch bei Touristen sowie bei den in Roppongi besonders zahlreich lebenden Ausländern ist der Club, der in mehreren Reiseführern erwähnt wird, populär.